# Cornershop
Cornershop je britská hudební skupina. Založil ji v roce 1991 v Leicesteru zpěvák a skladatel Tjinder Singh, který předtím působil ve skupině General Havoc. Tvorba kapely spojuje pop music, rock a EDM s indickou lidovou hudbou. Kromě angličtiny zpívají také v paňdžábštině. Název skupiny znamená „obchod na rohu“ a naráží na maloobchod jako typické zaměstnání indických přistěhovalců v Británii.
Jejich největším hitem byla píseň Brimful of Asha, věnovaná indické zpěvačce jménem Asha Bhosle. Úspěšný byl také remix, s kterým se Fatboy Slim dostal v roce 1998 na první místo hitparády UK Singles Chart.
V roce 2009 vydali po sedmileté pauze album Judy Sucks a Lemon for Breakfast.

## Diskografie
- Hold On It Hurts (1994)
- Woman's Gotta Have It (1995)
- When I Was Born for the 7th Time (1997)
- Handcream for a Generation (2002)
- Judy Sucks a Lemon for Breakfast (2009)
- Cornershop and the Double 'O' Groove Of (2011)
- Urban Turban (2012)
- Hold On It's Easy (2015)